# Tierras de Segovia
Tierras de Segovia también llamada o Alfoz de Segovia o Zona Metropolitana de Segovia es una de las comarcas de Segovia, situada alrededor de Segovia (Castilla y León, España). Sus municipios actúan como ciudades dormitorio, industriales, comerciales y serviciales de Segovia capital, al igual que un Área metropolitana, pero no lo es, ya que en España estas agrupaciones están reguladas por ley y no es el caso.

## Integrantes
Pertenecen a la misma los siguientes municipios: Segovia, Palazuelos de Eresma, La Lastrilla, San Cristóbal de Segovia, Trescasas, Torrecaballeros, Real Sitio de San Ildefonso, Espirdo, Hontanares de Eresma, Bernuy de Porreros, Los Huertos, Valverde del Majano, Abades, Garcillán, Basardilla, Brieva, Valseca, Sotosalbos, Santo Domingo de Pirón, La Losa, Navas de Riofrío, Ortigosa del Monte y Otero de Herreros. Esta comarca es una división no oficial del Partido Judicial de Segovia.